# Antonio Mercero
Antonio Mercero Juldain, né le 7 mars 1936 à Lasarte-Oria (Pays basque) et mort le 12 mai 2018 à Madrid, est un réalisateur espagnol connu pour ses réalisations pour Televisión Española.

## Distinction
Álex de la Iglesia, admirateur inconditionnel, lui remet le Goya d'honneur en 2010.

## Filmographie
- 1962 : Lección de arte, Coquille d'or du meilleur court métrage au Festival de Saint-Sébastien
- 1972 : La cabina, moyen métrage lauréat de l'Emmy Award dans la catégorie « fiction »
- 1981 : Le Bel Été, série télévisée lauréate de deux TP de Oro
- 1988 : Attends-moi au ciel (Espérame en el cielo), fable sur le franquisme nommée sept fois aux Prix Goya
- 1991 : Farmacia de guardia, série télévisée lauréate de neuf TP de Oro
- 1998 : La hora de los valientes, drame nommé six fois aux Prix Goya
- 2003 : Planta 4ª, comédie dramatique nommée aux Prix Goya